# Benjamin Dalle
Pour les articles homonymes, voir Dalle.
Benjamin Dalle, né le 30 août 1982 à Bruges, est un homme politique belge du CD&V.

## Biographie

### Formation
Dalle a fait ses études à l’école primaire de Damme et ensuite au Sint-Lodewijkscollege à Bruges dans la section Latin-Grec. De 2000 à 2005 il fait des études en droit à l’Université de Gand. Dans le cadre du projet Erasmus, il passe sa dernière année académique à Paris, à l’Université Paris-Descartes (Paris V). En 2005, Dalle termine ses études avec la plus grande distinction.
Grâce à de différentes bourses d’étude il a l’opportunité d’étudier pendant un an à l’Université de New York, où il se consacre à l’étude du droit public, des droits de l’homme et du droit de l’environnement. Il y obtient le diplôme “LL.M. in International Legal Studies”.
Dalle termine sa formation avec un stage auprès du Haut-Commissariat des Nations Unies pour les réfugiés (UNHCR) à Genève.

### Carrière professionnelle
En 2006, Dalle s'installe en tant qu'avocat à Bruxelles et devient également assistant à temps partiel à la KU Leuven, auprès du juge et professeur de faculté André Alen. Il reste assistant jusqu’en 2009 et aujourd'hui encore il est toujours lié à l'Institut de Droit constitutionnel de la KU Leuven en tant que collaborateur scientifique volontaire.
Jusqu'en 2011 il reste actif au barreau mais décide finalement de quitter son cabinet d'avocat.

### Carrière politique
À partir de fin 2007 Dalle travaille en tant que conseiller des vice-premiers ministres Yves Leterme, Jo Vandeurzen et Steven Vanackere.
En décembre 2011 il devient chef de cabinet de Servais Verherstraeten, Secrétaire d’État au Réformes institutionnelles, à la Régie des Bâtiments et au Développement durable.
Le 25 mai 2014, Dalle se présente pour la première fois aux élections : il est tête de liste du CD&V pour la Chambre à Bruxelles et obtient 2566 voix de préférence, mais n'est pas élu.
Il dirige le centre d'étude du CD&V, le Ceder, depuis mars 2016.
En janvier 2019, son parti le désigné comme sénateur coopté en remplacement de Steven Vanackere, mandat qu'il exerce jusqu'en mai 2019. Lors des élections du 26 mai 2019, il est le tête de liste du CD&V au Parlement flamand dans la région de Bruxelles-Capitale, mais il n'est pas été élu, malgré ses 2 044 voix.
Le 2 octobre 2019, il devient ministre flamand de Bruxelles, des Médias et de la Jeunesse au sein du gouvernement Jambon.
Le 9 juin 2024, il est enfin élu au Parlement de la région de Bruxelles-Capitale, malgré son plus faible score en 3 élections (2 014 voix). Il est désigné sénateur par le Parlement flamand et prend ses fonctions le 18 juillet 2024.

## Vie privée
Dalle vit à Laeken et est marié à Maïté Piessen, journaliste à la VRT et a trois enfants.

## Décoration
- Commandeur de l'ordre de Léopold (2024)[8].

## Publications
- B. Dalle, Les Contrats de partenariat entre le secteur public et les entreprises privées en France. Développements récents, C.D.P.K., 2005, p. 542-563
- (en) B. Dalle, The Global Aspirations of the Aarhus Convention and the Case of the World Bank, Viterbo (Italie), juin 2006 (lire en ligne)
- (en) J. Hoisaeter, B. Dalle et C. Hoffmann, Measuring protection by numbers, Genève, UNHCR, Office of the United Nations High Commissioner for Refugees, novembre 2006 (lire en ligne)
- (en) B. Dalle, « Instruments of a Universal Toolbox or Gadgets of Domestic Administration? The Aarhus Convention and Global Governance », Rivista Trimestrale di Diritto Pubblico,‎ 2008, p. 1-40
- (en) B. Allemeersch, A. Alen et B. Dalle, « Judicial Independence in Belgium », dans A. Seibert-Fohr (éd.), Judicial Independence in Transition. Strengthening the Rule of Law in the OSCE Region, Heidelberg, Springer, 2011
- (nl) B. Dalle, « Overzicht van de communautaire onderhandelingen sinds 2007. Straatje zonder eind of de weg naar verandering? », TBP,‎ 2011, p. 452-485